# 阿斯彭公園 (科羅拉多州)
阿斯彭公園（英語：Aspen Park）是位於美國科羅拉多州傑佛遜縣的一個人口普查指定地區。

## 地理
阿斯彭公園的座標為39°32′26″N 105°18′03″W / 39.54056°N 105.30083°W，而該地最高點為海拔高度2479米（即8133英尺）。

## 人口
根據2010年美國人口普查的數據，阿斯彭公園的面積為6.64平方千米，當中陸地面積為6.62平方千米，而水域面積為0.02平方千米。當地共有人口882人，而人口密度為每平方千米132人。